# Modrásek černočárný
Modrásek černočárný (Pseudophilotes baton) je druh denního motýla z čeledi modráskovitých (Lycaenidae). Rozpětí jeho křídel je 20 až 22 mm. Samci mají modrá křídla s tmavým úzkým lemem a tmavou středovou skvrnou. Na zadních křídlech mají dobře patrné tmavé lemové skvrny. Samice jsou černošedé s modrým popraškem od báze křídel. Zbarvením je tento druh velmi podobný modrásku východnímu, který je však o něco větší. Spolehlivě lze oba druhy rozpoznat podle genitálií a místa výskytu.

## Výskyt

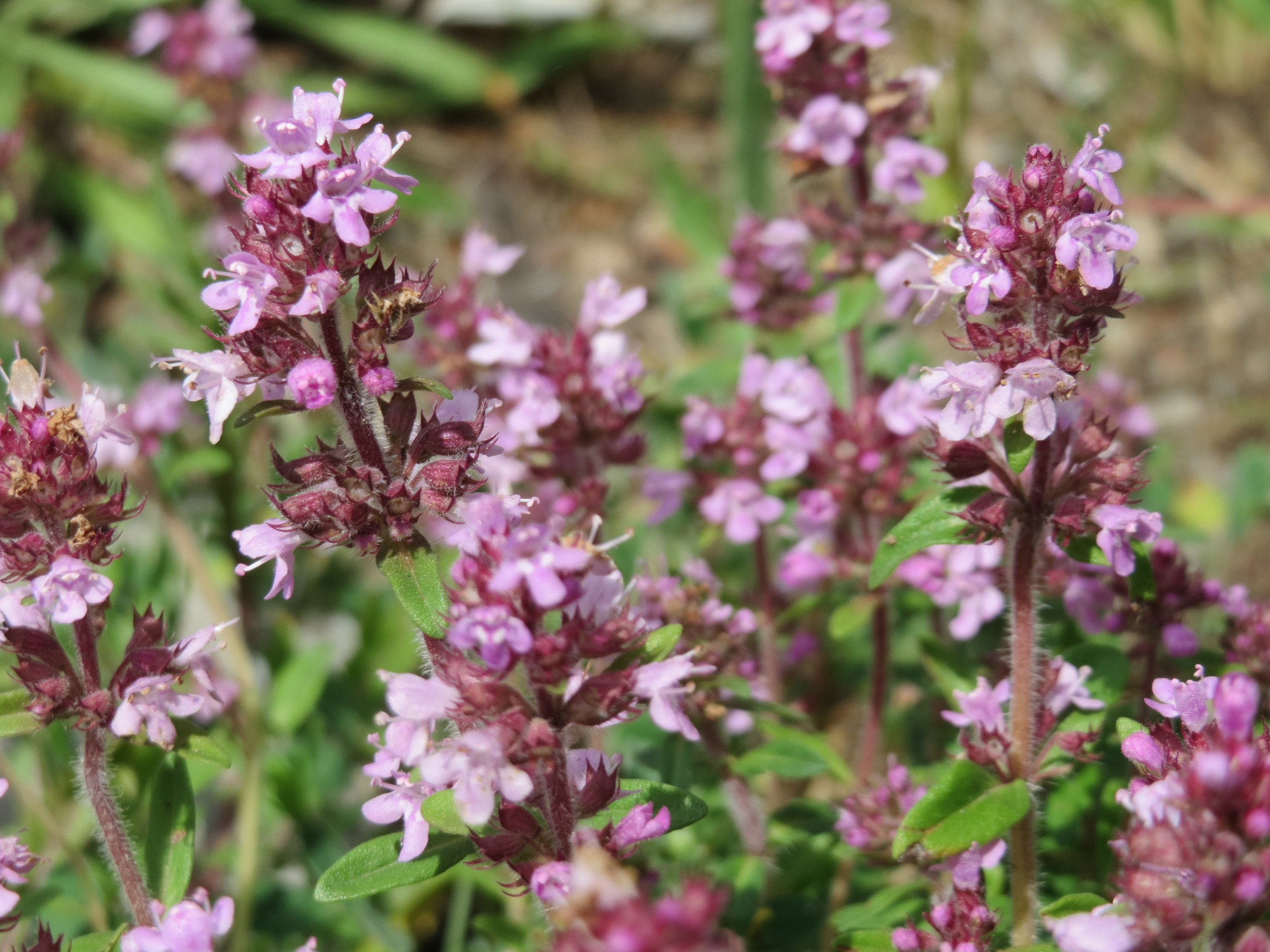
Živná rostlina

Motýl je rozšířený od Portugalska přes severní část Španělska a Francii do západní části střední Evropy. Rozšířený je rovněž v celé Itálii. V České republice se tento druh vyskytuje pouze na jihu a jihozápadě Čech v několika slabých koloniích. Obývá suché pastviny s krátkostébelnou vegetací a skalní výchozy, ale i plochy výrazně ovlivněné člověkem jako například opuštěné pískovny a vojenské prostory, kde jsou narušované plochy s výskytem živných rostlin.

## Chování a vývoj
Živnými rostlinami modráska černočárného jsou mateřídouška úzkolistá (Thymus serpyllum), mateřídouška vejčitá (Thymus pulegioides) a další druhy mateřídoušek (Thymus). Dále housenky přijímají marulku šantovitou (Clinopodium nepeta), saturejky (Satureja), máty (Mentha) a levandule (Lavandula). Samice klade vajíčka jednotlivě na listy a květní poupata. Housenky, které jsou myrmekofilní, se živí květy a nezralými plody. Motýl je dvougenerační (bivoltinní). Dospělce lze zahlédnout od dubna do června a od konce července do počátku září. Ve vyšších polohách je motýl jednogenerační (monovoltinní) s letovou periodou v červnu a červenci. Přezimuje kukla v mraveništích.

## Ochrana a ohrožení
V České republice je tento modrásek kriticky ohrožený. Vyskytuje se pouze na jihu a jihozápadě Čech v několika slabých a značně izolovaných koloniích, kterým v důsledku zarůstání vhodných lokalit hrozí vyhynutí.